# Лохвицкий, Александр Владимирович
Алекса́ндр Влади́мирович Лохви́цкий (1830 — 16 [28] мая 1884, Москва) — русский юрист, доктор права, присяжный поверенный, действительный статский советник.

## Биография
Сын купца третьей гильдии Владимира Кондратьевича Лохвицкого, внук Кондратия Андреевича Лохвицкого.
Учился в 3-й Московской и 2-й Петербургской гимназиях. В 1851 году окончил юридический факультет Московского университета. В 1855 году в Московском университете защитил диссертацию «О пленных по древнему русскому праву в XV—XVII вв.» на соискание степени магистра общенародного права. В 1856 году прослушал курс права в Гейдельберге. За труд «Губерния, её земские и правительственные учреждения» (СПб., 1864) был удостоен степени доктора государственного права.
Преподавал в Ришельевском лицее: адъюнкт (с 10.10.1856), профессор (с 31.12.1856) — читал курсы энциклопедии, законоведения и истории русского права. Переехав в Петербург, читал лекции энциклопедии и законоведения в Императорском Александровском лицее (1861—1867) и в военно-юридической академии.
С 1866 года вместе с профессором А. П. Чебышёвым-Дмитриевым издавал и редактировал газету «Судебный вестник». В 1869 году оставил государственную службу, став присяжным поверенным.
Затем переехал в Москву, московский присяжный поверенный с 13 августа 1874 года.
Умер 16 (28) мая 1884 года. Похоронен в некрополе Новодевичьего монастыря в Москве.

## Семья
Жена — Варвара Александровна (урожд. Гойер, фр. Hoer; 1834—? не ранее 1917)
Дети:
- Лидия (в замуж. Кожина)
- Варвара (Мюргит; 1866—1940)
- Николай
- Мария (Мирра)
- Надежда (Тэффи)
- Елена (Элио; 1874—1919)